# 哈特福德城 (印第安納州)
哈特福德城（英語：Hartford City）是一個位於美國印地安納州布萊克福德縣的城市。根據2010年美國人口普查，該地人口為6220人，而該地的面積約為10.09平方千米。同時該地也是布萊克福德縣的縣治。

## 地理
哈特福德城的座標為40°27′09″N 84°22′10″W / 40.45250°N 84.36944°W，而該地的平均海拔高度為280米（即919英尺）。